# Джак Демпси
Джак Демпси (на английски: Jack Dempsey) е американски професионален боксьор.
Той е световен шампион в тежка категория от 1919 до 1926 година, сред най-агресивните боксьори в историята на този спорт, с изключително мощен удар, много популярен сред боксовата общественост в началото на ХХ век.
През 2003 година е поставен на 7-о място в класацията на „Ring magasine“ - 100-те най-големи удрячи за всички времена.

## Биография

### Ранни години
Роден в Менаса, Колорадо, като Уилям Харисън Демпси, той израства в бедно семейство от смесено потекло. Според статия в списание „Sports Illustrated“, от 11 януари 1955 година баща му Хирама Демпси е от ирландски произход. Майка му Силия е от английско потекло, с малко индианска кръв (от племето чероки). И двамата родители стават последователи на движението на мормоните.
Тъй като баща му трудно си намира работа, семейството пътува често. Малкия Джак напуска училище за да започне още невръстен работа. Напуска семейството, когато е само на 16-годишна възраст, желаейки да започне по-добър живот.
Поради бедността си често е трябвало да пътува по влаковете и да спи в лагери на скитници. Въпреки това Демпси расте силен, мощен младеж, който бързо открива, че има боксов талант. С помощта на своя по-голям брат Бърни Демпси, той започва подготовка за професионален боксьор. По това време се разиграва семейна драма, неговият по-голям брат, Джон застрелва собствената си жена, а след това се самоубива през 1927 г.

### Начало на боксовата кариера
За да спечели някакви пари, Джак влизал в случайно подбран салон и заставайки в центъра му обявявал на висок тон: „Не мога да пея и не мога да танцувам, но мога да победя в двубой всеки в тази къща.“ (I can't sing and I can't dance, but I can lick any SOB in the house). Също така отивал в спортни салони и отправял предизвикателства за двубой, залагайки на себе си.
Точния брой на мачовете, изиграни от Демпси не е известен, тъй като понякога той се боксира псевдонима „Блеки Хлапето“. Тази му практика продължава до 1916 година. Между другото, името Джак Демпси вече се използва в бокса от 1914 година, от боксьора в средна категория Джак „Уникалния“ Демпси, който изиграва официален мач срещу Йънг Хърман, като мача завършва наравно.
По време на тази ранна част от кариерата си, Демпси се подвизава в щата Юта, като често приема боеве в градовете под планината „Уасач“. Тогава губи за първи път в официален мач от Джак Дауни.
По пътя на професионалния боксьор, Демпси продължава с 10 поредни, той побеждава Суденбърг и най-накрая може да си отмъсти за поражението от Дауни, нокаутирайки го във 2-ри рунд. След това има няколко равни мача, които са резултат на правилата в бокса по това време, които гласят: ако никой от двамата боксьора не е нокаутиран в нормалното време, мача се обявява за равен.

## Първа световна война
Когато Съединените щати влезат в световната война през 1917 година, Демпси работи в корабостроителница, докато продължава да се боксира. След войната, той е обвиняван от някои фенове на бокса, че е измамник и се е укрил от военна служба и евентуално изпращане на фронтовете в Европа.
Едва през 1920 година успява да изчисти името си, когато се представят доказателства, показващи как се е опитал да стане доброволец в Армията на САЩ, но е бил отхвърлен. След войната Демпси прекарва 2 години в Солт Лейк Сити, преди да се върна на ринга.

## Пътят към титлата
Първият истински мениджър на Демпси е Джон Джей Рейслър. По-късно Демпси се обвързва с Джак Карнс, опитен и умен мениджър, който внимателно и умело направлява Демпси към върха.
| Видео кадри от един от най-бруталните мачове в историята на бокса. Мач за титлата в тежка категория Джес Уилард срещу Джак Демпси Толидо, Охайо, 4 юли 1919 година. |
| --- |

Сред първите потенциалните противници на Демпси в тежка категория, е изключително коравия боксьор Джим „Пожарникаря“ Флин, единственият боксьор който е успял някога да победи Демпси с нокаут, като Демпси е изпратен на пода още в първия рунд (въпреки че много боксови историци, включително и Монте Кокс, смятат, че мача е бил „уреден“), най-високо поставения в ранглистата боксьор Гънбоут Смит, който е официален пртендент за титлата на Световния шампион Джес Уилард, и още един много силен боксьор Сам Лангфорд (който е част от Залата на славата на професионалния бокс). Демпси нокаутира Смит за трети път, правейки го безпомощен във 2-ия рунд.
През 1918 г. Демпси изиграва 17 мача, като печели 15 а един е обявен за равен. Той си отмъщава за поражението срещу Джим Флин, нокаутирайки го в първи рунд. Сред другите бойци които побеждава са шампиона в лека-тежка категория – Бетлинг Левински (непобеждаван преди този мач), Бил Бренан, Фред Фълтън, Карл Морис, Били Мизге и Хомър Смит.
Започва 1919 година с 5 поредни мача, спечелени с нокаут в 1-ви рунд. На 4 юли става световен шампион в тежка категория, побеждавайки Джес Уилард в мач за титлата, игран в град Толидо, щата Охайо.
Само малко специалисти дават шансове на Демпси в този мач, срещу огромният (199 см, 103 кг), много опитен и мощен Уилард. Мнозина наричат тази среща „модерният сблъсък между Давид и Голиат“, предричайки сигурна загуба за Демпси.
Минути преди да започне мача, мениджъра на Демпси Джак Карнс, влиза в стаята му за подготовка и му казва, че залозите са най-високи за негова победа с нокаут в първи рунд. В резултат на това, първия рунд на този мач е може би най-бруталния рунд в историята на бокса. Демпси спретва на Уилард ужасен побой и го праща в нокдаун седем пъти в първия рунд, нещо което прилича на чисто пребиване. Уилард е със счупена скула, счупена челюст, няколко зъба, частична загуба на слух в едното ухо, както и няколко счупени ребра. Първия рунд завършва с проснат в ъгъла Уилард, и очакващ го да се изправи Демпси. Джес показва невероятно мъжество и въпреки че изкарва паузата между 1-ви и 2-ри рунд седнал на ринга, намира сили и се бие още 2 рунда. В края на 3-ти рунд състоянието му е толкова тежко, че той се отказва от излизане в 4-ти рунд. Така Демпси е обявен за шампион с технически нокаут в 3-ти рунд.